# Bessie Watson

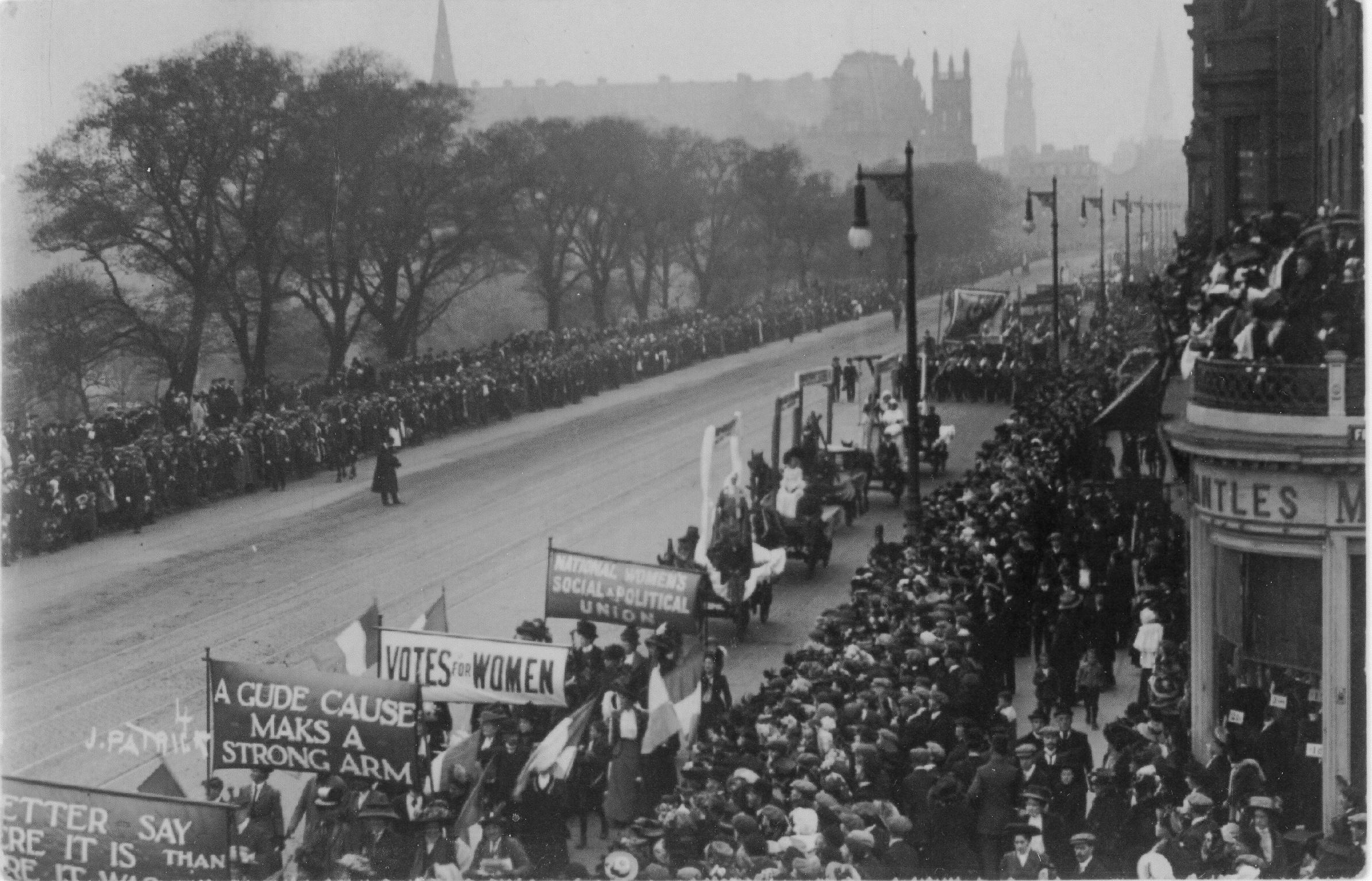
La gran processó i manifestació de dones, 1909 en Princes Street, Edimburg

Elizabeth Watson (13 de juliol del 1900 - 27 de juny del 1992) fou una sufragista i gaitera escocesa.

## Biografia
Watson nasqué a The Vennel, Edimburg, el 13 de juliol del 1900, filla d'Agnes Newton i Horatio Watson, un enquadernador de la impremta de George Watson. A l'edat de set o vuit anys tocava la gaita per enfortir els pulmons contra la tuberculosi després que la seua tia Margaret n'hagués mort.

## Participació en la campanya sufragista
Després de veure l'anunci d'un concurs d'escoceses històriques organitzat per Flora Drummond i la Unió Social i Política de les Dones, ella i sa mare entraren en la WSPU i Bessie Watson, a l'edat de 9 anys, fou convidada a tocar en el concurs. La desfilada, que celebrava "El que les dones han fet, poden fer i faran", es feu a Edimburg el 9 d'octubre del 1909 i va marxar per Princes Street per aplegar-se en un míting dirigit per Emmeline Pankhurst al mercat de Waverley. Bessie Watson va muntar en una carrossa. Setmanes després, quan Christabel Pankhurst arribà a Edimburg per a assistir a una reunió al King's Theatre, li donà a Bessie Watson un fermall que representava Boudica en el seu carro.
Dos anys després del concurs, fou convidada a dirigir gaiteres escoceses en el Gran Concurs a Londres del 17 de juny del 1911.
Va continuar participant activament en el moviment sufragista. Va tocar la gaita en l'andana de l'estació de Waverley quan eixien els trens que portaven sufragistes condemnades a la presó de Holloway, i va tocar fora de la presó de Calton per a encoratjar les sufragistes empresonades.